# كوني بورتر
كوني بورتر (بالإنجليزية: Connie Porter)‏ هي كاتِبة وكاتبة للأطفال أمريكية، ولدت في 29 يوليو 1959.